# Svensk dagligvaruhandel
Svensk Dagligvaruhandel är en svensk branschorganisation för företag inom dagligvaruhandeln. Organisationen grundades 1978 som ekonomisk förening och har sitt huvudkontor i Stockholm. Organisationens medlemmar är Axfood, City Gross, Coop Sverige, ICA Sverige, Lidl Sverige och Livsmedelshandlarna. Dess VD är Karin Brynell.
Svensk Dagligvaruhandel verkar för att dagligvarubranschen i Sverige tar ett aktivt och gemensamt ansvar i konkurrensneutrala frågor. Organisationen arbetar för att påverka lagstiftning och regleringar som rör sektorn. Genom att företräda branschens intressen inför statliga myndigheter, departement, EU och andra internationella organ, tar organisationen ställning i frågor som påverkar dagligvaruhandelns långsiktiga förutsättningar.

## Verksamhet
Svensk Dagligvaruhandels verksamhetsområden inkluderar att:
- Ta fram branschriktlinjer och överenskommelser: Organisationen utvecklar riktlinjer som tolkar aktuell lagstiftning för medlemmarna. Exempel på sådana riktlinjer är regler för försäljning av alkoholhaltiga drycker och livsmedelssäkerhet.
- Vara remissinstans: Genom specialiserade branschråd koordinerar Svensk Dagligvaruhandel svar på remisser från departement och myndigheter, och ger gemensamma förslag från handeln.
- Driva opinionsbildning och påverkansarbete: Organisationen deltar aktivt i olika forum och verkar för att påverka politiska beslut som rör branschens förmåga att bedriva en lönsam verksamhet och samtidigt ta ansvar.
- Delägarskap i intressebolag: Organisationen är delägare i flera intressebolag som bidrar till att effektivisera branschens flöden, inklusive Returpack, Svenska Retursystem, GS1, Näringslivets Producentansvar, Från Sverige och Sweden Food Arena.

## Fokusområden
Dagligvaruhandeln i Sverige spelar en central roll i samhället. Svensk Dagligvaruhandels medlemsföretag arbetar tillsammans i konkurrensneutrala frågor och agerar tillsammans i frågor där branschen bedöms kunna göra mer skillnad tillsammans. Det handlar till exempel om övergripande områden som hållbarhet, hälsa, logistik, beredskap och livsmedelssäkerhet.

## Medlemmar
- City Gross
- Axfood
- Coop Sverige
- Ica
- Livsmedelshandlarna
- Lidl

## VD
- 2014–2023: Karin Brynell

## Styrelse

### Ordförande
- Eric Lundberg

### Vice ordförande
- Marie Nygren

### Ledamöter
- Simone Margulies
- Mårten Tenne
- Jakob Josefsson
- Anders Wennerberg